# Nils Ferlin
Nils Ferlin né le 11 décembre 1898 à Karlstad et mort le 22 octobre 1961  à Stockholm est un poète et un parolier suédois.
Bien que de nombreux poèmes de Ferlin soient mélancoliques, ils ne sont pas dépourvus d'humour. Plusieurs d'entre eux ont été mis en musique et sont devenus des chansons populaires, comme En valsmelodi (Une melodie de valse), une attaque contre l'industrie musicale. 
Ferlin a vendu plus de 300 000 volumes de sa poésie au cours de sa vie. Son attrait durable est en partie attribué à sa description vivante du centre de Stockholm avant la rénovation urbaine et à son association avec la culture populaire qui y fleurissait à l'époque.

## Photos

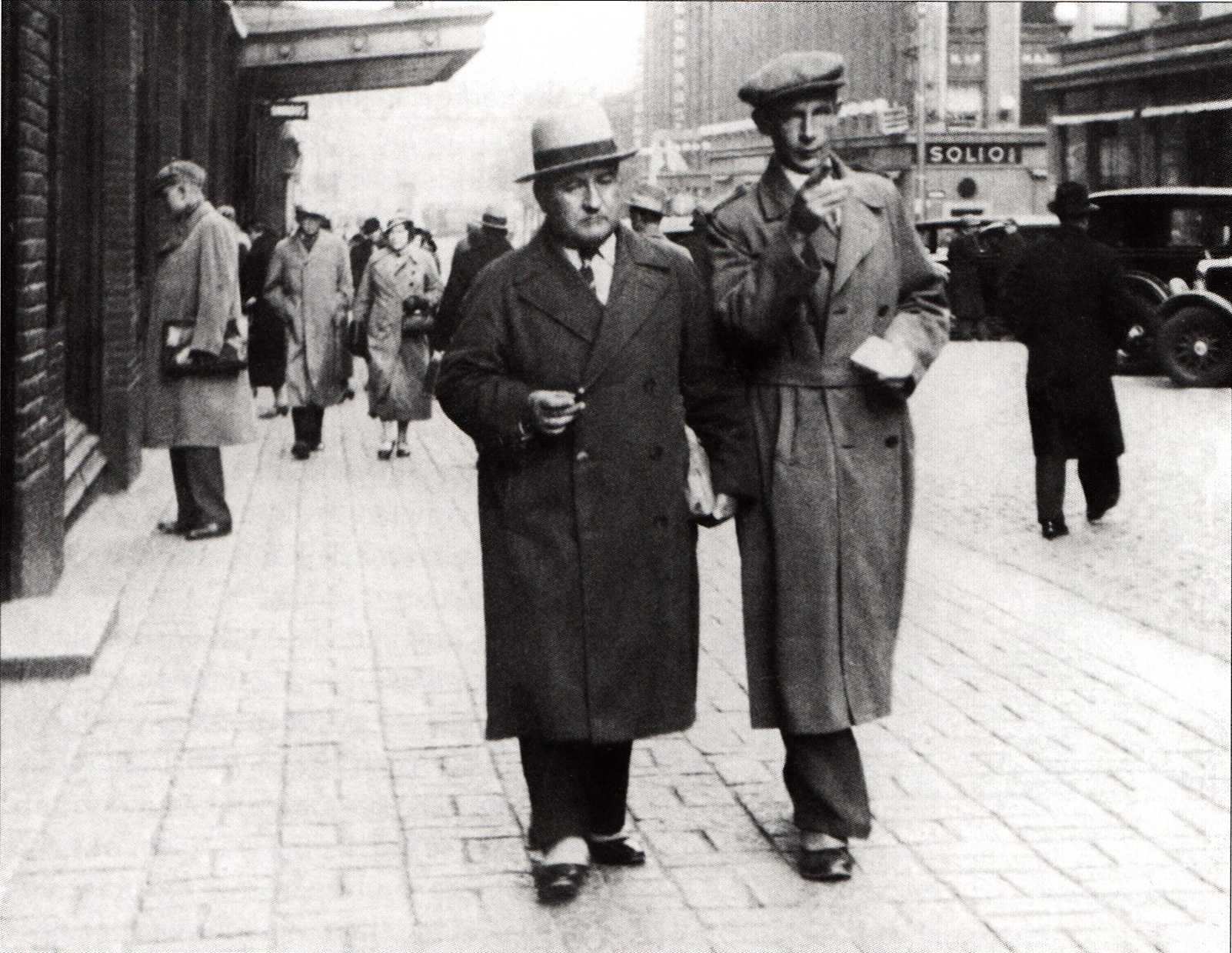
Nils Ferlin et le poète finlandais Elmer Diktonius (en) en 1936
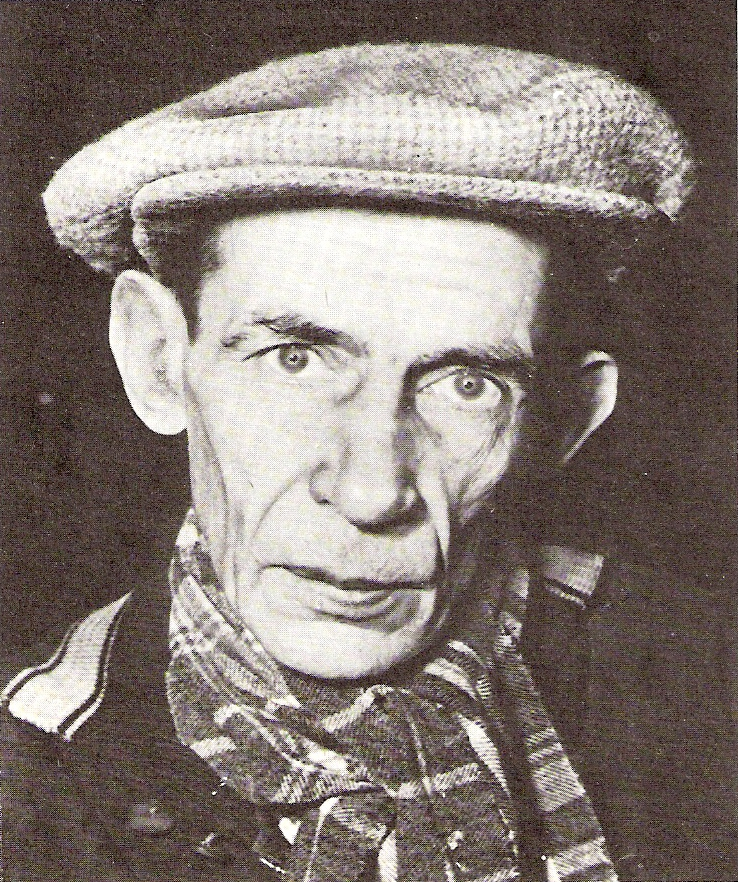
Date non précisée
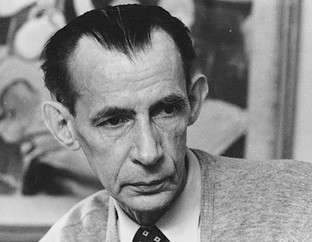
Date non précisée

## Hommages

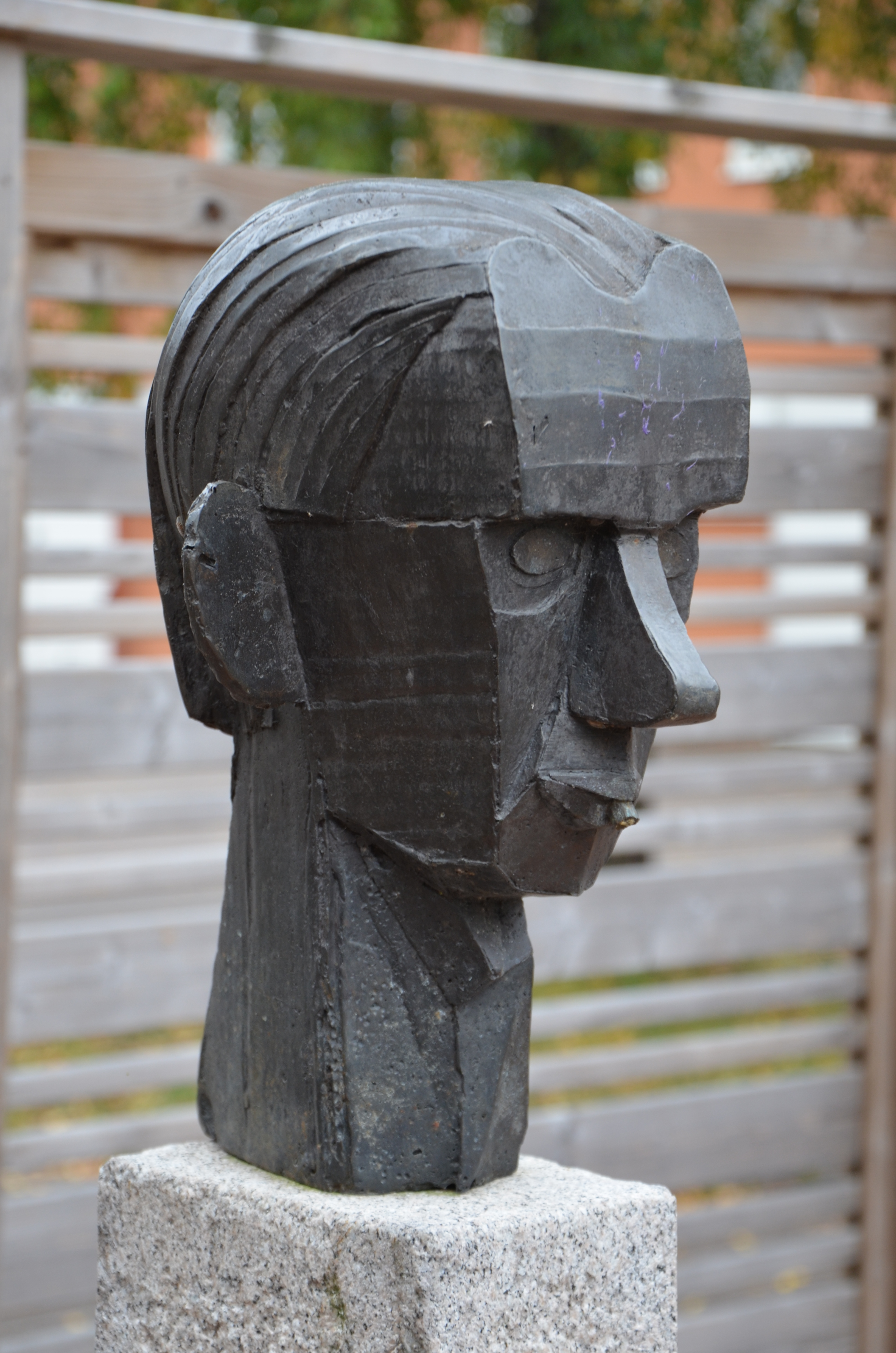
Statue de Nils Ferlin à Hällefors
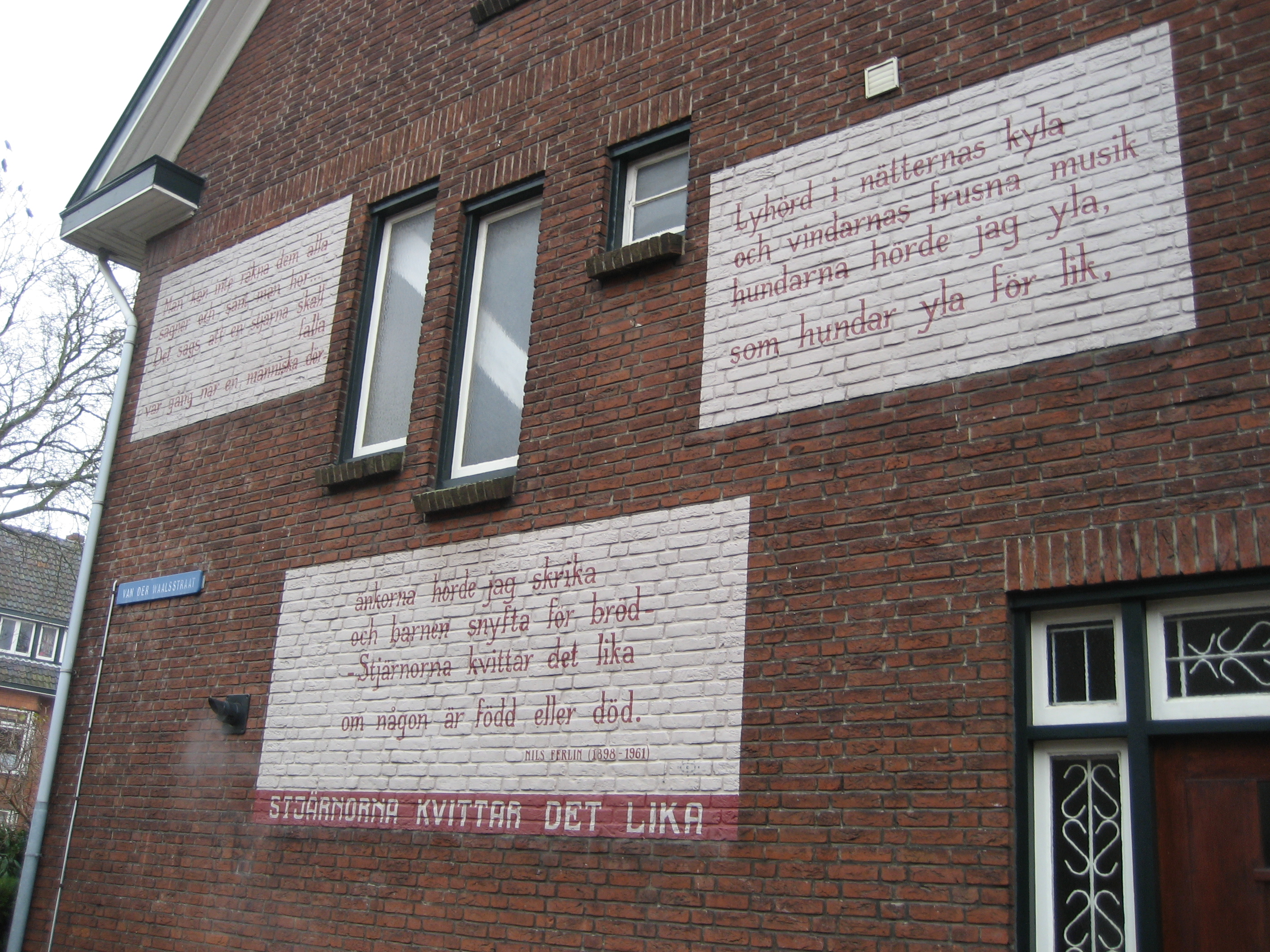
Poème de Nils Ferlin à Leyde dans le cadre de Wall poems in Leiden (en) (Voir Liste de poèmes muraux à Leyde (nl))
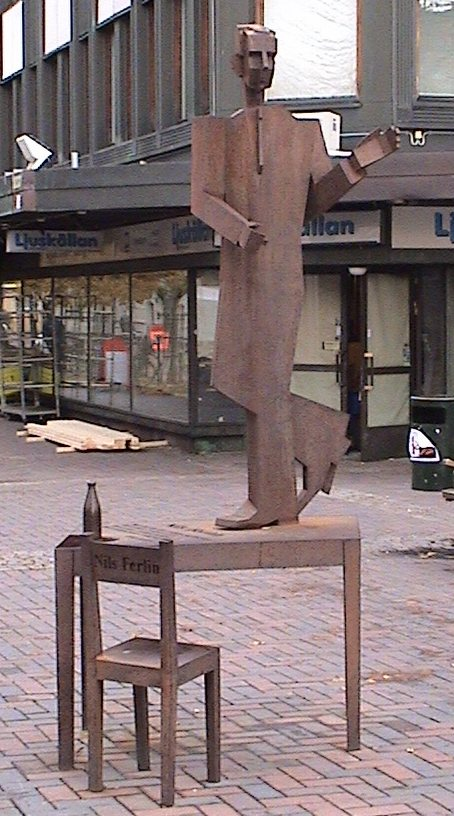
Statue de Nils Ferlin dans sa ville natale
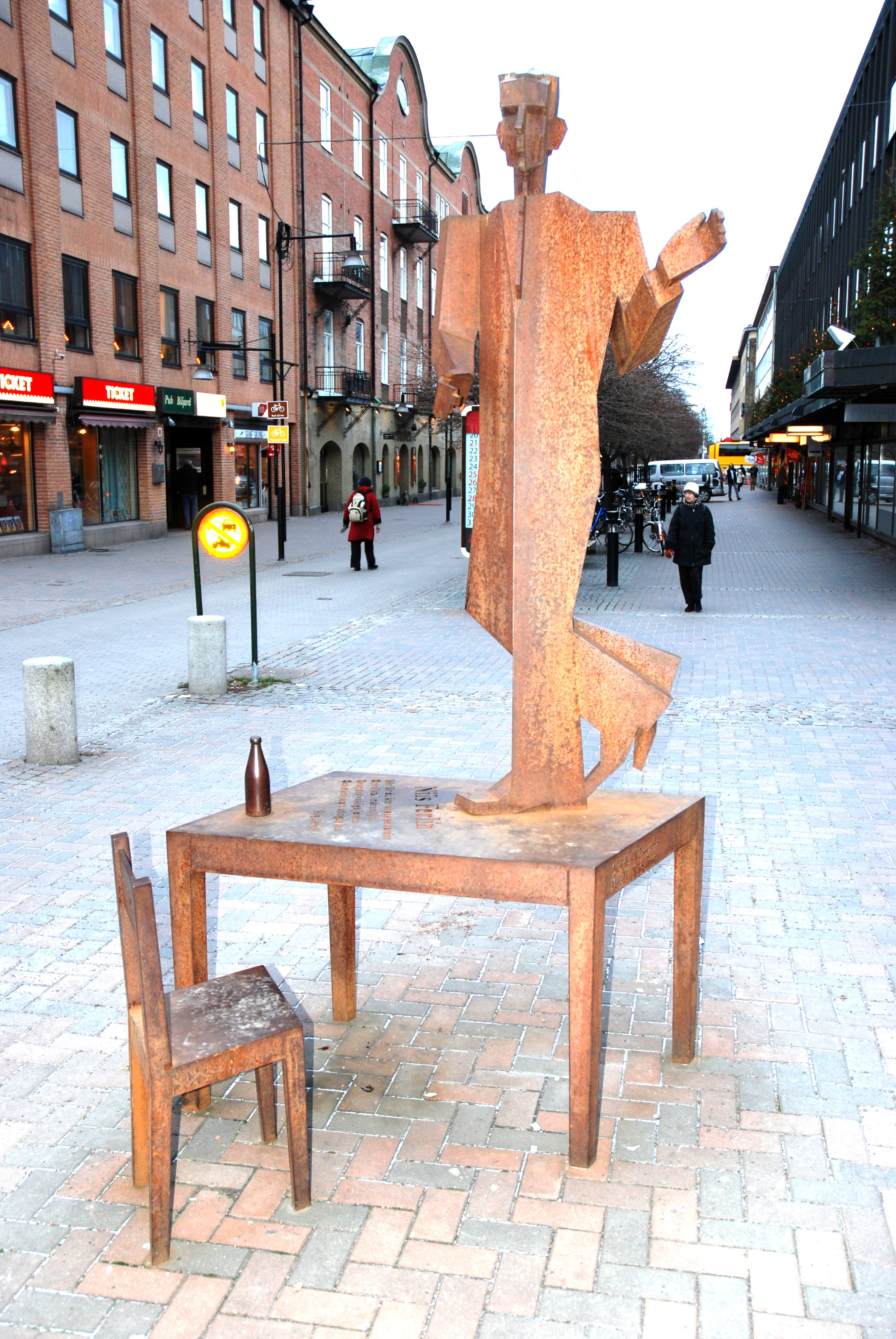
Autre vue de la statue réalisée par Thomas Qvarsebo
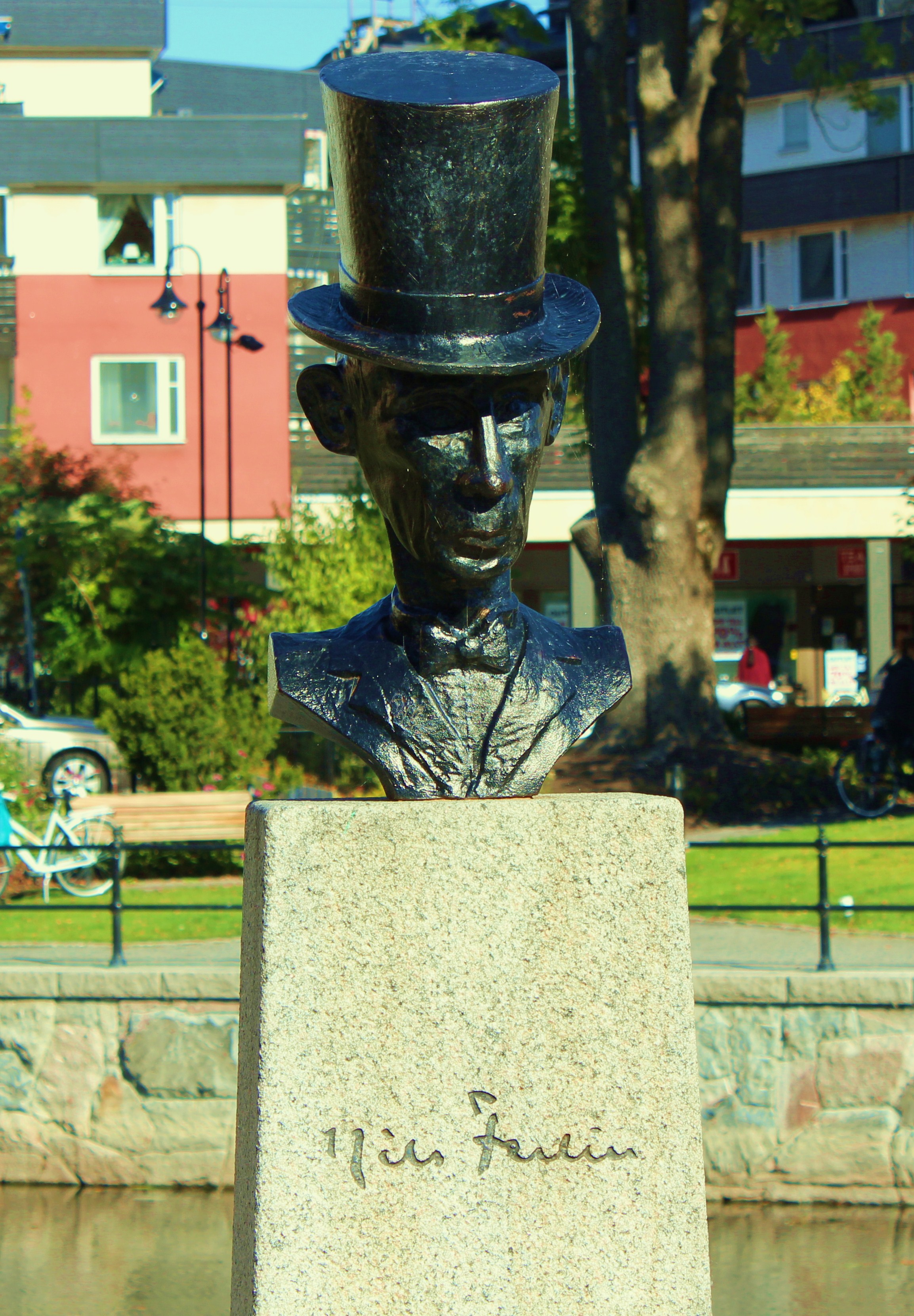
Statue de Nils Ferlin à Norrtälje
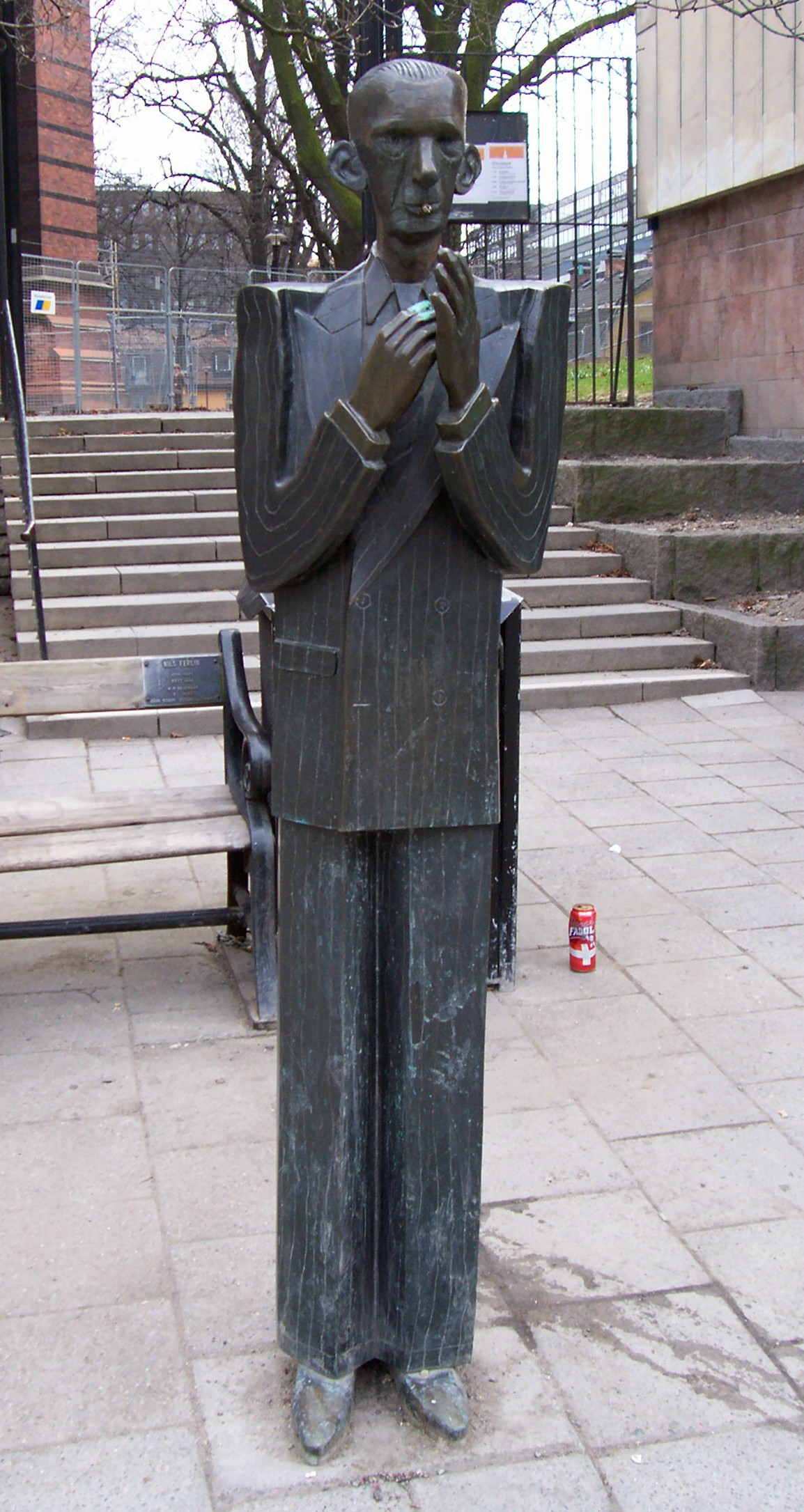
Statue de Nils Ferlin (sv) à Stockholm réalisée par Karl Göte Bejemark (sv)
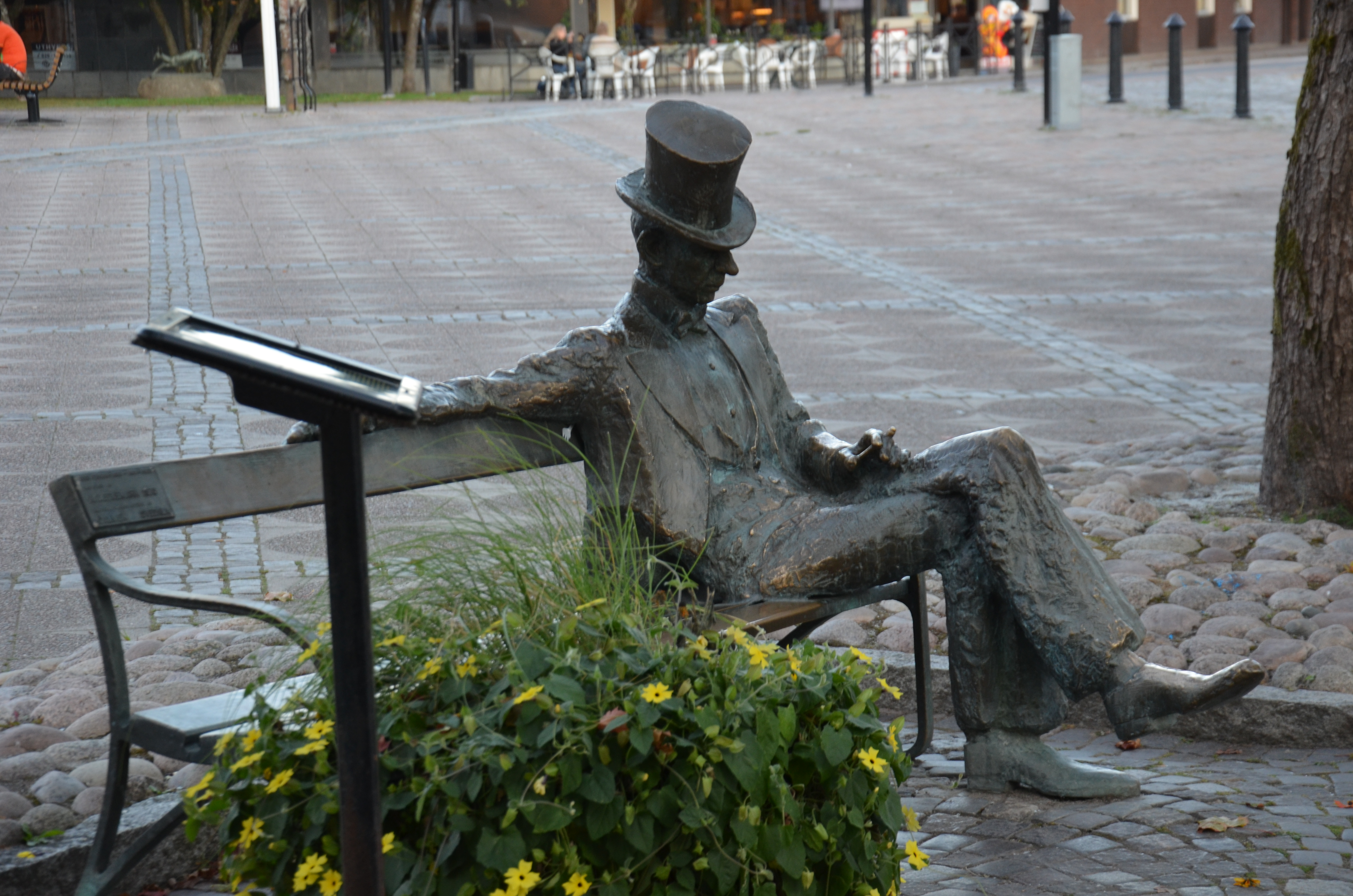
Statue de Nils Ferlin à Filipstad

## Œuvres
- 1930 En döddansares visor
- 1933 Barfotabarn
- 1938 Goggles
- 1944 Med många kulörta lyktor
- 1951 Kejsarens papegoja
- 1957 Från mitt ekorrhjul

## Filmographie
- 1947 : Sången om Stockholm (sv) de Elof Ahrle (en)

## Récompenses
- 1950 : grand prix des Neuf
- 1955 : prix Bellman